# VIII 2
VIII 2 – seria niemieckich parowozów pospiesznych kolei saksońskch, produkowanych w latach 1891–1894. Miały one układ osi 2'B i silnik bliźniaczy na parę nasyconą. Zbudowano 20 sztuk tych lokomotyw.

## Historia
Parowozy pospieszne serii (niem. Gattung) VIII 2 były pierwszą nowoczesną serią lokomotyw pospiesznych kolei saskich, o popularnym w ostatnim dziesięcioleciu XIX wieku w Niemczech układzie osi 2'B. Wcześniej używano głównie lokomotyw osobowych w układzie 1B, natomiast w Saksonii także przestarzałych i mało udanych lokomotyw serii VIII 1 z lat 70. XIX wieku o układzie osi 2'B. Lokomotywy serii VIII 2 budowane były przez zakłady Hartmann w Chemnitz (pełna nazwa: Sächsische Maschinenfabrik vorm. Richard Hartmann – Saska Fabryka Maszyn, dawniej Richard Hartman). Ich produkcję seryjną rozpoczęto przy tym rok wcześniej niż pierwszej pruskiej serii lokomotyw pospiesznych o takim układzie osi S 2 (1892 rok).
Dziesięć lokomotyw pierwszej serii produkcyjnej, z kotłem o ciśnieniu 10 atmosfer, zbudowano w 1891 roku, a dziesięć lokomotyw drugiej serii o ciśnieniu kotła podniesionym do 12 atmosfer zbudowano w 1894 roku. Otrzymały one na kolejach saskich numery od 101 do 120 (przed 1894 rokiem pierwsza seria: 869-878). Wszystkie lokomotywy ponadto nosiły nazwy własne, pochodzące od większych miast europejskich, z wyjątkiem nr 119 nazwanej od miejscowości „Priestewitz” oraz lokomotywy nr 111, będącej dwutysięczną lokomotywą zakładów Hartmann i noszącą nazwę „Zweitausend” (Dwa tysiące).

## Służba
Lokomotywy serii VIII 2 po wejściu do służby były najsilniejszymi saskimi lokomotywami przeznaczonymi do ruchu osobowego. Częściowo zastąpiły je następnie silniejsze lokomotywy z silnikiem sprzężonym serii VIII V 1.
Po I wojnie światowej lokomotywy serii VIII 2 przejęły Koleje Niemieckie (DRG). Część wycofano na początku lat 20., pozostawiając 12, zaklasyfikowane w 1925 roku jako seria 1370 (numery od 13 7001 do 7011). Wszystkie zostały jednak wycofane w latach 1925–1928.

## Opis
Parowóz pospieszny o układzie osi 2'B, z dwucylindrowym silnikiem bliźniaczym, na parę nasyconą. Środek kotła był umieszczony na wysokości 2250 mm nad szynami. Dysponował kotłem o dość dużej na te czasy powierzchni rusztu 2,3 m² i długości (długość płomieniówek) 4025 mm. Silnik bliźniaczy miał wewnętrzny rozrząd Allana.
Rozstaw osi wynosił 6750 mm, w tym sztywny rozstaw osi wiązanych i osi wózka tocznego po 2400 mm oraz rozstaw między drugą osią wózka i pierwszą wiązaną 1950 mm. Koła napędne miały średnicę 1885 mm, koła toczne 1045 mm (inne źródła: 1905 mm i 1065 mm). Hamulce tylko na koła wiązane. W 1. serii hamulce systemu Schleifera, od 2. serii stosowano w obu seriach hamulce zespolone pociągu systemu Westinghouse’a ze sprężarką. Wózek toczny był zawieszony na ślizgowym łożysku kulowym, jak w erfurckich lokomotywach S 2.
Stosowano trzyosiowy tender serii sä 3 T 12 (12 m² wody, 5 t węgla).